# Amodiateur
L'amodiateur (parfois nommé « admodiateur ») était, sous l'Ancien Régime celui qui donnait une terre en location (« à ferme »), moyennant une prestation périodique, généralement en nature (céréales, etc.). L'amodiateur est un officier de la terre. Son rôle est d'affermer (fixer les montants des fermages) les revenus de la seigneurie pour une durée de 3 ou 6 ans, éventuellement renouvelable. L'amodiation supposait une connaissance approfondie de la richesse d'un fief, pour fixer un niveau d'enchère (augmentation) procurant un bénéfice raisonnable. Les procès résultants des contestations étant à la charge des amodiateurs, ceux-ci étudiaient les vieux terriers (livres d'inventaire des terres) pour en tirer d'anciennes taxes ou dîmes oubliées, destinées à compenser leurs frais. Ces terriers furent souvent brûlés à la Révolution, car ils symbolisaient la pression fiscale féodale.
L'amodiateur donnait en « amodiation » telle ou telle terre cultivable à un « amodiataire ». La terre (« ferme ») était « amodiée » pour telle ou telle quantité de blé, par exemple.

## Personnages "amodiateurs" dans la littérature
- Crittin, in La Grande Peur dans la montagne, de Ramuz
- Madame de Sévigné, Lettre du 22 décembre 1675.